# Pierre Longue (Batz-sur-Mer)
Pour les articles homonymes, voir Pierre Longue.
La Pierre longue ou menhir de Saint-Michel est un menhir situé sur la commune de Batz-sur-Mer, dans le département français de la Loire-Atlantique.

## Description
Le menhir mesure 2,40 m de hauteur pour une largeur de 1,80 m et une épaisseur de 0,40 m. Abattu par une tempête en 1895, il n'était toujours pas relevé en juin 1900.
Bien que plusieurs auteurs mentionnent qu'il servait jadis d'amer pour la navigation côtière, cette assertion semble assez improbable car de fait il est peu visible du large.

## Folklore
Le menhir se dresse sur un rocher appelé le Tombeau du Diable, qui lui-même recouvre le Trou du Diable. Le rocher serait celui où Saint-Michel affronta et vainquit le Diable.
Selon la légende, un trésor a été enterré à son pied par un enfant ou un paludier après l'avoir dérobé dans la grotte des Korrigans, sur la côte sauvage du Pouliguen,.
Jusque dans les années 1870-80, la tradition voulait que les jeunes filles du bourg viennent consulter ce menhir aux environs au 15 août. Par des rondes et des chants autour de la pierre Longue, elles demandaient la réalisation de leurs projets, notamment le mariage. Si par malheur une des danseuses touchait la pierre, elle ne se marierait pas dans l'année.